# Hyphydrus intermixtus
Hyphydrus intermixtus is een kever uit de familie waterroofkevers (Dytiscidae). De wetenschappelijke naam van de soort is voor het eerst geldig gepubliceerd in 1858 door Francis Walker.